# Gallirallus wakensis
Gallirallus wakensis là một loài chim trong họ Rallidae.